# Gabriele Trevisano
Gabriele Trevisano est un amiral vénitien du XVe siècle.

## Biographie
Après avoir navigué en mer Noire, Gabriele Trevisano arrive à Constantinople en 1452, peu avant le siège. Il commande alors deux galères légères chargées d'escorter les trois galères de transport d'Alviso Diedo en provenance de la colonie de la Tana. À Constantinople, le baile vénitien Girolamo Minotto promet aux Byzantins que les Vénitiens présents participeront à la défense de la ville. Toutefois, Gabriele Trevisano met en avant l'ordre des autorités vénitiennes lui demandant de quitter Constantinople 10 jours après l'arrivée de la galère de Giacomo Coco. Minotto parvient à régler la question en faisant voter une motion par 21 voix contre une proclamant qu'il y a un cas de force majeure et qu'il faut retenir les navires dans la cité byzantine.
Lors du siège, il est chargé de la défense de la rive de la Corne d'Or. Celle-ci est barrée par une chaîne derrière laquelle s'est réfugiée la flotte byzantino-latine. Le 6 avril au début du siège, il fait défiler le millier d'hommes qu'il dirige sur les murailles face aux Ottomans présents sur l'autre rive avec comme objectif de montrer à Mehmet II le soutien Venise envers Constantin XI. Le 20 avril, quatre navires réussissent à atteindre la Corne d'Or malgré le blocus ottoman et Gabriele feint une sortie pour protéger l'arrivée des quatre navires.
Après cet évènement, les Turcs parviennent à faire passer une partie de leur flotte dans la Corne d'Or par voie terrestre le 22 avril. Ils espèrent ainsi fragiliser la défense de Constantinople et paralyser l'action de la flotte byzantino-latine. Pour chasser les Turcs, les Byzantins conviennent d'un plan selon lequel une petite escadre d'une dizaine de navires devra incendier la flotte turque. 
Gabriele Trevisano dirige une des galères participant à l'opération la nuit du 28 avril. Toutefois, l'action byzantine est transmise au sultan Mehmet II du fait de la trahison d'un habitant de la ville de Péra, une colonie génoise située de l'autre côté de la Corne d'Or. L'opération byzantine est un échec et l'escadre est surprise au début de son action. La galère de Trevisano est prise pour cible avant d'être coulée mais Trevisano réussit à s'enfuir en canot.
À la suite de cet échec, la plupart des équipages vénitiens sont transférés sur les murailles maritimes pour assurer la défense de celles-ci tandis que les navires sont remisées au port de Constantinople. Trevisano dirige les quelque 400 marins défendant le rempart de la Corne d'Or jusqu'à la fin du siège.
Il est capturé lors de la prise de la ville le 29 mai 1453. Selon Barbaro, il est ensuite relâché après le paiement d'une rançon.